# Francisco Moncion
Francisco Moncion (Concepción de la Vega, 6 luglio 1918 – New York, 1º aprile 1995) è stato un ballerino dominicano naturalizzato statunitense. È stato un membro fondatore del New York City Ballet. Nel corso della sua lunga carriera, durata quarant'anni, ha creato ruoli in importanti nelle opere di George Balanchine, Jerome Robbins ed altri. Fu anche un coreografo e un pittore dilettante di talento.

## Primi anni e formazione
Francisco Monción nacque a Concepción de la Vega, una grande città nella provincia di La Vega, nel centro della Repubblica Dominicana. La sua famiglia emigrò negli Stati Uniti nel 1922 o nel 1923, quando aveva quattro anni. Non iniziò a ballare fino all'età di vent'anni e in seguito avvenne quasi per caso. Nel 1938 gli fu offerta una borsa di studio per la School of American Ballet, di recente istituzione, allora impegnata nel reclutamento di studenti maschi. Accettò l'offerta e presto si ritrovò nelle classi di tecnica con Balanchine, Pierre Vladimiroff e Anatole Oboukoff, sottoponendosi alla rigida disciplina della scuola russa di balletto classico. Nel 1942, ancora studente, apparve nell'ensemble del Ballet Imperial di Balanchine in una produzione della New Opera Company al Majestic Theatre di New York. Tuttavia, dato che la Seconda guerra mondiale infuriava in Europa, rimandò i suoi desideri di diventare un ballerino professionista e arruolarsi nell'esercito degli Stati Uniti. Dopo due anni di servizio militare, fu dimesso, dopo di che tornò a New York ed iniziò la sua carriera teatrale.

## Carriera professionale

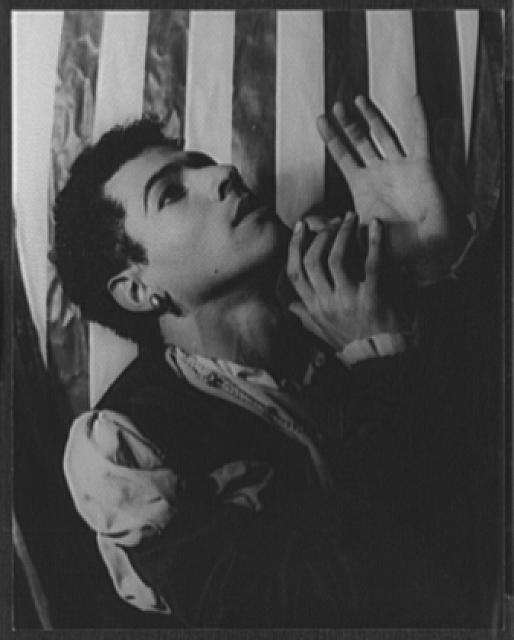
Francisco Moncion durante l'esibizione di Sebastian

Il primo impegno di Moncion come ballerino professionista fu come uno "zingaro" in una ripresa di Broadway di La vedova allegra, la famosa operetta di Franz Lehár, con danze coreografate da Balanchine. Alla fine di questo spettacolo, nel maggio del 1944, entrò a far parte del Ballet International del marchese de Cuevas, creando i ruoli principali in due produzioni importanti dello stesso anno: Sebastian di Edward Caton e Mad Tristan di Léonide Massine, opera surrealista con disegni spettacolari di Salvador Dalí. Di quest'ultimo Edwin Denby scrisse, "Oltre a Dalí, c'è stato un altro eroe venerdì sera, Francisco Moncion, che ha interpretato la parte di Tristan. Ha sostenuto la parte più acrobatica e faticosa senza un difetto e oltre a questo ha tirato fuori il personaggio e la storia in modo convincente: è davvero un ballerino molto raffinato e di una fantasia assolutamente incredibile.
In seguito a questo ingaggio Moncion si esibì brevemente con l'Original Ballet Russe del Colonel de Basil durante i primi mesi della stagione 1946/47. Divenne quindi un membro fondatore della Ballet Society, formata da Balanchine e Lincoln Kirstein nel 1947, e successivamente dal suo successore, il New York City Ballet. Durante i quattro decenni trascorsi in queste compagnie creò una serie di ruoli importanti e partecipò a molte rappresentazioni storiche. Alla prima rappresentazione del New York City Ballet, l'11 ottobre 1948, ballato in tutti e tre i balletti del programma: Concerto Barocco, Orpheus e Sinfonia in Do. Decenni dopo, durante la ventesima stagione della troupe, apparve nella prima di Tchaikovsky Suite n. 2 di Jacques d'Amboise in collaborazione con Robert Irving e John Serry Sr..

### Ruoli creati
Questa è una lista scelta. La coreografia è di George Balanchine se non diversamente specificato. La principale fonte di informazioni è The Balanchine Catalogue.

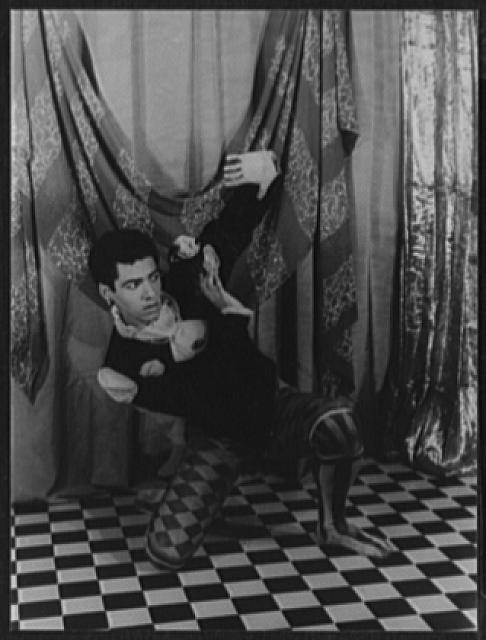
Ritratto di Francisco Moncion, in Sebastian LCCN2004663350

- 1944. Sebastian. Coreografia di Edward Caton. Musica di Gian Carlo Menotti. Ruolo: Sebastian, opposite Viola Essen.
- 1944. Mad Tristan. Coreografia di Léonide Massine. Musica di Richard Wagner. Ruolo: Tristano.
- 1946. The Four Temperaments. Musica di Paul Hindemith. Ruolo: Theme 3, con Gisella Caccialanza. Questo fu alla prima esibizione del Balletto Society.
- 1947. Divertimento. Musica di Alexei Haieff. Ruolo: leading dancer, con Mary Ellen Moylan.
- 1948. The Triumph of Bacchus and Ariadne. Balletto-Cantata. Musica di Vittorio Rieti. Ruolo: Mida.
- 1948. Concerto Barocco. Musica di Johann Sebastian Bach. Ruolo: ballerino principale, con Marie-Jeanne e Ruth Gilbert.
- 1948. Orpheus. Balletto in Three Scenes. Musica di Igor Stravinsky. Ruolo: Angelo Nero, con Nicholas Magallanes come Orpheus e Maria Tallchief come Eurydice.
- 1948. Symphony in C. Musica di Georges Bizet. Ruolo: secondo movimento, Adagio, con Tanaquil Le Clercq.
- 1949. Firebird. Musica di Igor Stravinsky. Ruolo: Principe Ivan, con Maria Tallchief come the Firebird.
- 1949. Jinx. Coreografia di Lew Christensen. Musica di Benjamin Britten. Ruolo: ballerino principale, con Janet Reed.
- 1950. The Age of Anxiety. Coreografia di Jerome Robbins. Musica di Leonard Bernstein. Ruolo: ballerino principale, con Tanaquil Le Clercq.
- 1951. La Valse. Musica di Maurice Ravel. Ruolo: Morte.
- 1952. Picnic at Tintagel. Coreografia di Frederick Ashton, Musica di Arnold Bax. Ruolo: Il Marito (King Mark), con Diana Adams come La Moglie (Iseult).
- 1953. Afternoon of a Faun. Coreografia di Jerome Robbins. Musica di Claude Debussy. Ruolo: Il Ragazzo, con Tanaquil Le Clercq come La Ragazza.
- 1954. Opus 34. Musica di Arnold Schönberg. Ruolo: The First Time, con Patricia Wilde.
- 1954. The Nutcracker. Balletto classico in due atti, quattro Scene, e Prologo. Musica di Pyotr Ilyich Tchaikovsky. Ruolo: Coffee (Arabian Dance).
- 1954. Ivesiana. Musica di Charles Ives. Ruolo: Central Park in the Dark, con Janet Reed.
- 1959. Episodes. Musica di Anton von Webern. Ruolo: Ricercata, con Melissa Hayden.
- 1960. The Figure in the Carpet. Balletto in cinque Scene. Musica di George Frideric Handel. Ruolo: The Duke of Grenada.
- 1962. A Midsummer Night's Dream. Balletto in Due Atti e sei scene. Musica di Felix Mendelssohn. Ruolo: Theseus, Duke of Athens.
- 1965. Don Quixote. Balletto in tre atti. Musica di Nicolas Nabokov. Ruolo: Merlin.
- 1967. Jewels, parte 1, Emeralds. Musica di Gabriel Fauré. Ruolo: secondo ballerino principale, con Mimi Paul.
- 1970. In the Night. Coreografia di Jerome Robbins. Musica di Frédéric Chopin. Ruolo: ballerino principale, con Patricia McBride.
- 1972. Pulcinella. Coreografia di Balanchine e Jerome Robbins. Musica di Igor Stravinsky. Ruolo: Il Diavolo.
- 1982. Noah and the Flood. Coreografia di Balanchine e Jacques d'Amboise. Musica di Igor Stravinsky. Ruolo: ballerino principale.

### Diversità artistica
All'inizio della sua carriera fu subito chiaro che Moncion non sarebbe mai stato un vero danseur nobile. Gli mancava l'eleganza del portamento e la raffinatezza richiesti per i ruoli principeschi. Eppure era altrettanto chiaro che era capace di prodursi in modo efficace in molti ruoli diversi come primo ballerino. Fu una figura affascinante nelle danze di Balanchine per la produzione di Broadway di The Chocolate Soldier (1947), roteando e volteggiando con Mary Ellen Moylan. Era un partner delicatamente tenero di Tanaquil Le Clercq nel meditativo Afternoon of a Faun di Jerome Robbins (1953), portando un languore sensuale e felino alla parte. Era drammaticamente potente nel ruolo del Figlio prodigo di Balanchine, estasiato dalla sirena di Yvonne Mounsey e poi straziante e contrito mentre tornava dolorosamente alla casa da suo padre. In netto contrasto, è stato esilarante come Lo sposo ne Il concerto di Robbins, fumando il suo sigaro e svolazzando sul palco con la musica delle farfalle. E, naturalmente, era misteriosamente avvincente e bellissimo in Orpheus, come l'oscuro Dark Angel, il ruolo per il quale forse è meglio ricordato.

### Coreografie

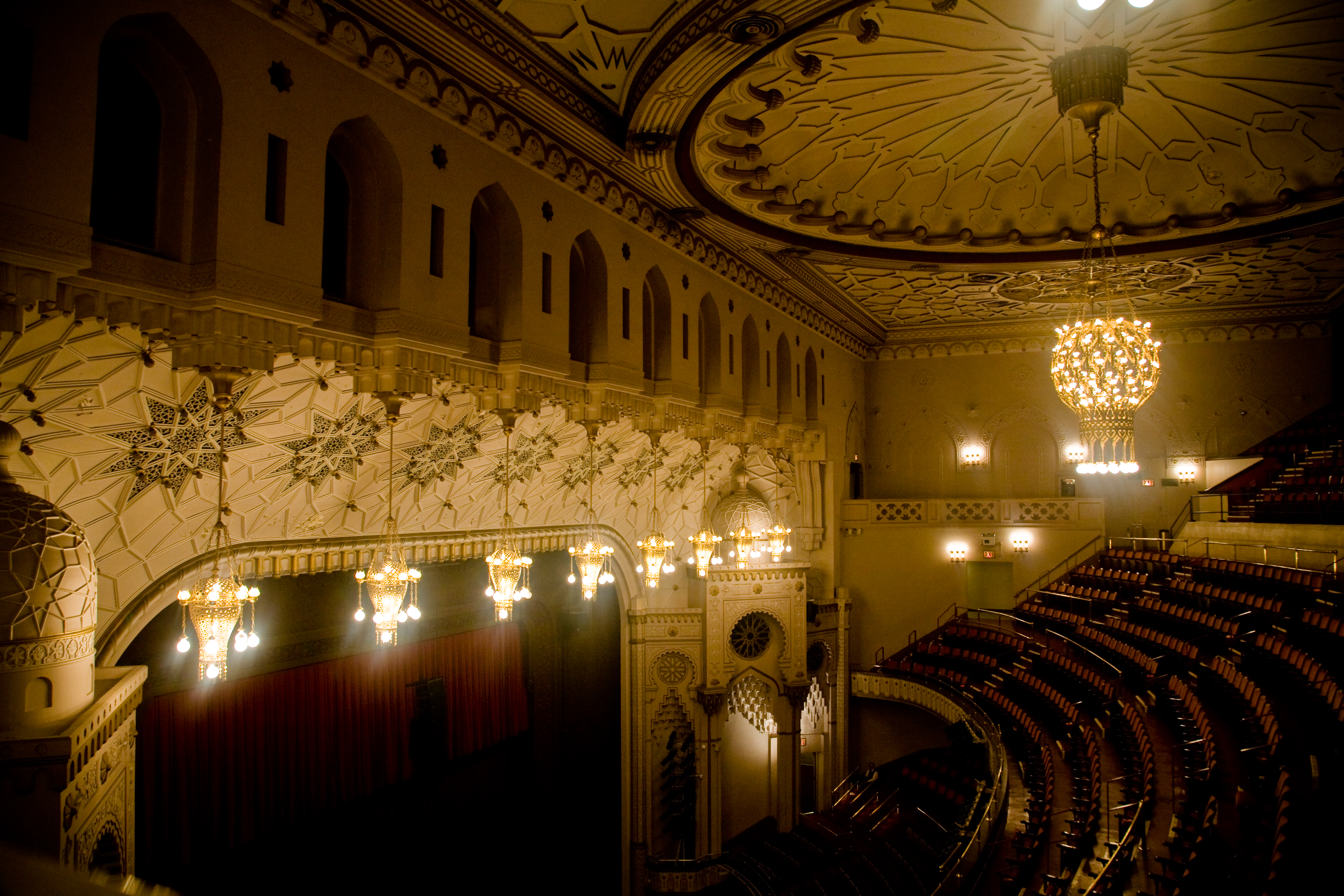
L'auditorium del New York City Center nel 2008

Negli anni '50 e '60, Moncion si cimentò con coreografie di sua creazione. Ne ha fatte quattro per il New York City Ballet e due per altre compagnie.
- 1955. Jeux d'Enfants. Un lavoro in collaborazione con Balanchine e Barbara Millberg. Musiche di Georges Bizet.
- 1957. Pastorale. Musica di Charles Turner.
- 1959. Choros No. 7. Musica di Heitor Villa-Lobos.
- 1960. Les Biches. Musica di Francis Poulenc.
- 1965. Honegger Concertino. Musica di Arthur Honegger. Creata per il Pennsylvania Ballet.
- 1966. Night Song. Musica di Harold Shapero. Creata per il Washington Ballet.

## Vita privata
Il cognome di Moncion è ben noto nella Repubblica Dominicana, poiché la sua famiglia è legata al generale Benito Monción (1826-1898), un ufficiale dell'esercito di origine francese che combatté nella Guerra della Restaurazione Dominicana. Gli antenati di Moncion comprendevano certamente ispanici, francesi e probabilmente anche neri africani. La maggior parte dei domenicani ha origini etniche e razziali miste. Nel 1947 Francisco Moncion divenne cittadino degli Stati Uniti, dove fu considerato un latino caraibico per il resto della sua vita.
Dopo il suo ritiro dalle scene nel 1983, Moncion trascorse i suoi anni di tempo libero nella sua casa di Woodstock, a New York, dedicandosi alla pittura ad olio, per la quale aveva un notevole talento. Le sue opere sono state esposte in diverse mostre a New York. Morì di cancro a casa sua all'età di 76 anni.